# Чкаловский район (Приморский край)
Чкаловский район — упразднённая административно-территориальная единица в составе Приморского края, существовавшая в 1939—1963 годах. Административный центр — село Чкаловское.

## Население
По данным переписи 1959 года в Чкаловском районе проживало 11 514 чел.

## История
Чкаловский район был образован 14 сентября 1939 года в составе Уссурийской области Приморского края из части Спасского района. С 18 сентября 1943 года находился в прямом подчинении Приморского края.
По данным 1940 и 1945 годов район включал 11 сельсоветов: Александровский, Анненский, Бело-Церковский, Васильковский, Духовской, Константиновский, Кронштадтский, Никитовский, Ново-Русановский, Сташевский и Чкаловский.
1 февраля 1963 года Чкаловский район был упразднён, а его территория передана в Спасский район.